# 遂寧陵
遂宁陵是中国南北朝时宋顺帝刘准的陵墓。
遂宁陵在今江苏省南京市。479年四月廿三，宋顺帝禅位於萧道成。萧道成建立齐朝，即齐高帝。五月十八，萧道成暗杀宋顺帝，六月十五，刘宋顺帝被安葬在遂宁陵。